# 張先培
张先培（1890年—1912年1月17日），字心裁，贵州省麻江县人，中国近代民主革命家、中國革命同盟會成员，辛亥革命期間參與刺殺袁世凱，與杨禹昌、黄芝萌並稱為「刺袁三傑」。

## 生平

### 早年
張先培出身於官宦家庭，其父張梁字样材，以军功记名提督，後升任安义镇总兵。張先培初入貴陽私立樂羣學堂，深受師長排滿革命思想影響，宣統元年（1909年）畢業。宣統三年（1911年），入北京陆军贵胄学堂就讀，畢業後於军咨府测地局任职。1911年，武昌起義爆发，清朝政府启用袁世凯為內閣總理大臣鎮壓革命，張先培赴天津經由黃以鏞、陳憲民介紹加入京津同盟会分会暗杀部，從事革命黨的暗殺行動。

### 東華門事件
1912年1月中，北京革命党人张先培、黄之萌、杨禹昌、钱铁如、傅思训、罗明典、郑毓秀等10余人在南城荆州会馆集会，决定當月16日袁世凯入宫上朝时刺殺之，以除去革命的真正障碍。事先，张先培等人了解到袁世凱出入紫禁城均走东华门，而东华门至丁字街為袁的必经之路，刺客十人商議兵分四路，由張先培率領第一組線埋伏於「三義茶葉店」樓上，第二組線由黃芝萌領導埋伏於「祥宜坊酒樓」，第三、四小組則分佈於東安市場前側和東華門、王府井兩大街之間，以作策應和掩護撤退。時近正午，袁乘馬車自東華門出，至東安門外丁字街拐彎處時，張先培從「三義茶葉店」擲出一枚炸彈但未爆炸，迨馬車駛至「祥宜坊酒樓」前時，第二組線的刺客黃芝萌、李獻文二人各扔出一枚炸彈仍未擲中馬車，但炸彈擊中街旁自來水鐵管反彈至衞隊管帶袁金標之馬頭，將其與一名排長炸死，親兵、巡警、行人等6人被炸傷。袁世凱車隊疾馳而去時，張先培仍持手槍追擊，過程中被袁的衞弁槍擊頭部而倒地，黃芝萌前去將張扶起並與衞隊進行槍戰，終寡不敵眾。刺殺事敗後，參與起事的十名刺客一同被袁的護衛逮捕，史稱「東華門事件」。張在京防營務處受到酷刑審問，其四肢均被折斷卻仍堅貞不屈、不向敵人吐露任何消息，為此同時被捕的七位起事者得以證據不足而獲保釋，另有說法稱乃郑毓秀尋外国记者協助才得保釋。次日晨，「刺袁三傑」張、楊、黃三人被處決。

## 墓葬

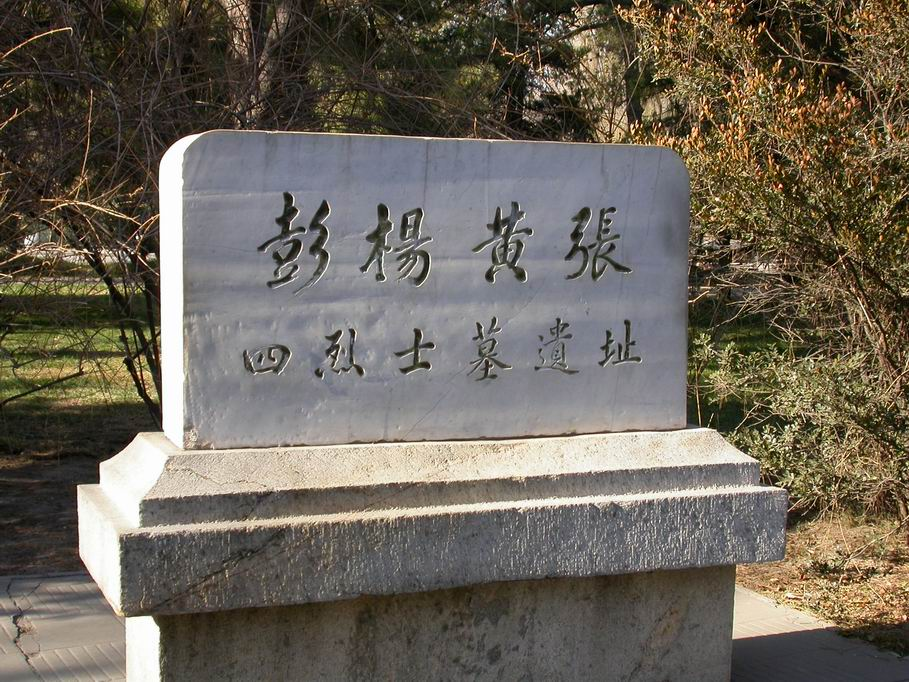
四烈士墓遗址碑

1912年2月，中華民國臨時政府将張、楊、黃三人與彭家珍的屍首合葬於北京三贝子花园荟芳轩的南面。墓系一圆塔式建筑，立有墓碑略述其事迹以供人瞻仰。
三贝子花园即位於今北京动物园内，四烈士墓在今熊猫馆西北角松林址。1966年6月18日，因逢文革已全部被捣毁。1990年8月，原址建有四烈士墓遺址石碑。

## 外部連結
- 張先培-忠烈將士查詢